# 루이지애나 주립 대학교

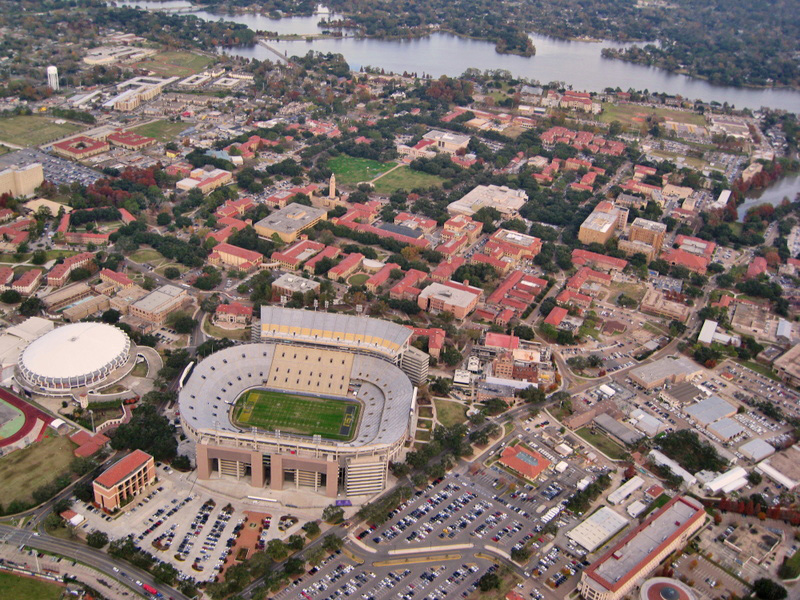

루이지애나 주립대학교(Louisiana State University)는 미국 루이지애나주 배턴루지에 있는 4년제 랜드그랜트 대학교이다. 1860년에 첫 개교되었다.